# AEG-Benzoltriebwagen
Die AEG-Benzoltriebwagen waren eine in Deutschland entwickelte Triebwagengattung der AEG, die von Van der Zypen & Charlier für die Süddeutsche Eisenbahn-Gesellschaft (SEG) und andere Gesellschaften in Schleswig-Holstein geliefert wurden. Sie waren ab 1925 bei Privatbahnen, unter anderen auf der Kaiserstuhlbahn, eingesetzt. Einige Triebwagen sind bis in die heutige Zeit erhalten.
Der T 24 der Kaiserstuhlbahn wurde 1977 an den Hessencourrier abgegeben. Von dort kam er 1989 zum Verein Verkehrsamateure und Museumsbahn, wo er als ältester erhaltener zweiachsiger Dieseltriebwagen in Deutschland erhalten wird.

## Geschichte
Die mit zu den ersten Triebwagen in Deutschland gehörende Konstruktion hatte ihren Ursprung im waggonbaulichen Teil bei den Linke-Hoffman-Werken und von der Maschinenanlage bei der NAG, woher die Motoren sowie die Getriebe kamen. Bekannte Abnehmer für die Fahrzeuge waren die Süddeutsche Eisenbahn-Gesellschaft, die Rendsburger Kreisbahn, Schleswiger Kreisbahn, Kreis Oldenburger Eisenbahn und Südstormarnsche Kreisbahn. Weitere Fahrzeuge wurden an Bahnen im benachbarten Europa und nach Südamerika und China verkauft. Ein Merkmal der Fahrzeuge war der unter dem Führerstand liegende Lamellenkühler und der auf dieser Fahrzeugseite liegende Luftschacht auf dem Dach, durch den die Kühlanlage genügend Frischluft auch bei Rückwärtsfahrt erhielt.

### Kaiserstuhlbahn
Geliefert wurden sieben Triebwagen an die Süddeutsche Eisenbahn-Gesellschaft. Ihr Einsatzgebiet war hauptsächlich die Kaiserstuhlbahn. Der T7 brannte 1929 aus, wurde in einen Beiwagen umgebaut und später ausgemustert. Der T6 wurde 1931 an die Reinheim-Reichelsheimer Eisenbahn abgegeben, hatte 1933 einen Unfall und wurde im selben Jahr verschrottet. Die weiteren Fahrzeuge erhielten von der Süddeutschen Eisenbahn-Gesellschaft die Bezeichnungen T20, T22 sowie T24–26. Neben der Kaiserstuhlbahn waren sie auf der Bregtalbahn sowie nach 1950 auf der Bahnstrecke Frei-Weinheim–Jugenheim-Partenheim (Selztalbahn) eingesetzt.
Der T20 und der T22 wurden 1955 ausgemustert. Der T24 wurde 1977 an den Hessencourrier abgegeben. 1989 wurde der Triebwagen Eigentum des Vereins Verkehrsamateure und Museumsbahn. Dort führte er einige Fahrten mit eigener Kraft durch. Zu einem nicht bekannten Zeitpunkt wurde der Dieselmotor von Büssing schadhaft, sodass der Wagen nur noch als Standobjekt vorhanden ist.

### Niederweserbahn
Als der Einsatz bei der Selztalbahn beendet war, kam der ehemalige T26 1954 zur Niederweserbahn. Dort erhielt er die neue Bezeichnung 113. Der Triebwagen war bis 1965 im Einsatz und wurde im selben Jahr ausgemustert und später verschrottet.

### Verden-Walsroder Eisenbahn
Der T25 kam nach dem Einsatz auf der Bahnstrecke Frei-Weinheim–Jugenheim-Partenheim (Selztalbahn) zur Verden-Walsroder Eisenbahn. Er kam im beschädigten Zustand bei seinem neuen Eigentümer an. Der Kaufpreis war niedrig, die Nacharbeiten dafür umso teurer. Es wurde ein Dieselmotor A8l 614 von KHD samt einem Mylius-Getriebe eingebaut. Dazu musste das Untergestell umgearbeitet werden. Dabei wurde die Außenform verändert, indem die Fenster weiter nach unten gezogen wurden. Das Fahrzeug verlor den markanten Kühler, sodass er  beidseitig das gleiche Aussehen hatte.
Mit der Inbetriebnahme 1957 hatte die Gesellschaft ein leistungsfähiges Fahrzeug, das im Personenverkehr zwei Personenwagen sowie einige Güterwagen mit einer Geschwindigkeit von 50 km/h befördern konnte. 1966 kam es an einem Bahnübergang zu einer Kollision mit einem Lastkraftwagen. Danach wurde der Wagen ein halbes Jahr wieder aufgebaut und bis 1970 eingesetzt. Im selben Jahr wurde er ausgemustert und später verschrottet.

### Schleswiger Kreisbahn
1925 wurden zwei Triebwagen als T1 und T2 von der Gesellschaft gekauft. Sie waren ihr gesamtes Betriebsleben bei der Gesellschaft im Einsatz. Beide hatten eine Motorleistung von 110 PS. Während der T1 seine ursprüngliche Form behielt, wurde der T2 bei einem Umbau völlig umgestaltet. Der T1 wurde 1965 ausgemustert, die Ausmusterungsdaten des T2 sind auf das Jahr 1972 datiert. Dieser Triebwagen ist bis heute (2020) erhalten geblieben. Nach Einsätzen bei Museumsbahnen in den Niederlanden und in Belgien kam er 2006 nach Deutschland zurück und befindet sich bei der Interessengemeinschaft zur Erhaltung historischer Fahrzeuge in Wilhelmshaven als nicht fahrfähiges Exponat.

### Kreis Oldenburger Eisenbahn
Ein Triebwagen wurde 1925 mit der Bezeichnung KOE VT2 geliefert und sollte die Strecken der Inselbahn Fehmarn bedienen. Der Triebwagen ging 1941 an die Deutsche Reichsbahn. Es erfolgte ein Umbau zum Beiwagen, der als EB 184 51 bezeichnet wurde. Nach 1945 sind Einsätze auf der Lokalbahn Meckenbeuren-Tettnang bekannt.

### Südstormarnsche Kreisbahn
Als T1 und T2 wurden zwei Triebwagen an die Südstormarnsche Kreisbahn geliefert. Sie hatten eine Leistung von 125 PS. 1952 wurden sie an die Ruhr-Lippe-Eisenbahnen verkauft. Ein Triebwagen wurde 1954 ausgemustert, der andere zum Beiwagen umgebaut. Dieser wurde 1968 verschrottet.

## Konstruktive Merkmale
Die Triebwagen waren nach der sogenannten schweren Bauart gestaltet und wurden in Nietbauweise hergestellt. Das Äußere wurde bestimmt durch einen auf der Motorseite des Wagens in der Stirnseite halbhoch eingebauten Kühler. Auf dem Dach war ein Luftschacht auf der Motorseite, der auch bei der Rückwärtsfahrt die Kühlluft für den Motor einsaugte. Sie hatten ein Großraumabteil für 50 Personen, unterteilt in ein Abteil für Raucher mit 30 Sitzplätzen sowie eines für Nichtraucher mit 20 Sitzplätzen. Sie besaßen keine Toilette. Bei späteren Umbauten wurde der Grundriss beibehalten. Im Innenraum waren die Sitze, Trennwände, Verkleidungen und Blenden in Holzbauweise sowie spezielle Fenster in Fallfensterausführung.
Die Maschinenanlage bestand ursprünglich aus einem Ottomotor von der NAG und einem Schaltgetriebe vom selben Hersteller. Lediglich die elektropneumatische Steuerung von Motor und Getriebe war eine Eigenentwicklung der AEG. Der Motor war im Führerstand 1 längs angeordnet. In den 1930er Jahren wurde er durch einen Dieselmotor von Büssing ersetzt. Dieser leistete bis 135 PS (92 kW). Durch diesen Umbau verlor der Wagen den Belüftungsschacht auf dem Dach. Dadurch entstand Platz für ein zusätzliches mittleres Fenster in der Stirnseite des Wagens.
Der Triebwagen der Verden-Walsroder Eisenbahn erhielt einen Dieselmotor von KHD mit 145 PS (107 kW) Leistung und einem Mylius-Getriebe.